# Oriol de Wetar
L'oriol de Wetar (Oriolus finschi) és un ocell de la família dels oriòlids (Oriolidae).

## Hàbitat i distribució
Habita els boscos de Wetar i Atauro, a les illes Petites de la Sonda.